# Február 18.
Február 18. az év 49. napja a Gergely-naptár szerint. Az évből még 316 (szökőévekben 317) nap van hátra.
Névnapok: Bernadett + Bernadetta, Bolivár, Detti, Flavián, Flávió, Fláviusz, Konkordia, Konor, Konrád, Konstancia, Kurt, Leó, Leon, Lionel, Simeon, Simon, Sion, Szilvánusz

## Események

### Politikai események
- 1546 – Szülővárosában, Eislebenben, a városi írnok Szent András-templom terén álló házában meghal Luther Márton.[1]
- 1658 – A taastrupi szerződés aláírása Svédország és Dánia-Norvégia között.
- 1853 – Libényi János sikertelen merénylete I. Ferenc József ellen.
- 1918 – Első világháború: Nagyerejű német támadás Ukrajnában az oroszok ellen, a breszt-litovszki fegyverszünet lejárta után.
- 1932 – A japánok által megszállt Mandzsúriában kikiáltják Mandzsukuo függetlenségét.
- 1932 – A pacsai sortűz
- 1937 – A csehszlovák kormány a kisebbségi kérdés átfogó rendezésének szándékát jelenti be egy nemzetiségi statutum keretei közt.
- 1948 – Magyarország megköti a Szovjetunióval a barátsági, együttműködési és kölcsönös segítségnyújtási szerződést.
- 1965 – Az Egyesült Államok meghirdeti az úgynevezett kölcsönös biztosított megsemmisítés elrettentő stratégiáját.
- 2008 – Az Egyesült Államok, Nagy-Britannia, Franciaország, Törökország, Albánia, Costa Rica és Afganisztán elismeri Koszovó függetlenségét.

### Tudományos és gazdasági események
- 1930 – Clyde Tombaugh a Lowell Obszervatóriumban azonosította a Naprendszer akkor 9. bolygóját a Plutot.
- 1977 – Az Enterprise űrrepülőgép megteszi első repülését egyelőre még csak a Föld légterében, egy módosított Boeing 747-es (Shuttle Carrier Aircraft) tetejéről indulva
- 2008 – Gyurcsány Ferenc bejelenti az Új Tulajdonosi Program megkezdését

### Kulturális események

#### Irodalmi, színházi és filmes események
- 1678 –  Megjelenik John Bunyan A zarándok útja (A zarándok útja a jelenvaló világból az eljövendőbe; The Pilgrim's Progress from This World to That Which Is to Come) című keresztény allegóriája.[2]

### Egyéb események
- 1972 – A kaliforniai legfelső bíróság eltörli a halálbüntetést.[3]
- 1998 – A Sínai-félszigeten – egy közúti balesetben – két magyar békefenntartó katona életét veszti, egy harmadik könnyebb sérülést szenved; a tragédia oka gyorshajtás.

## Születések
- 1516 – I. Mária angol királynő „Véres Mária” († 1558)
- 1677 – Jacques Cassini francia csillagász († 1756)
- 1745 – Alessandro Volta olasz fizikus († 1827)
- 1825 – Jókai Mór magyar író († 1904)
- 1838 – Ernst Mach morvaországi osztrák fizikus, filozófus, a Mach-szám névadója († 1916)
- 1848 – Louis Comfort Tiffany amerikai iparművész, a Tiffany-üveg megalkotója († 1933)
- 1858 – Lujza Mária belga királyi hercegnő II. Lipót belga király leánya († 1924)
- 1883 – Níkosz Kazandzákisz görög regényíró, költő, drámaíró és gondolkodó  († 1957)
- 1897 – Ivan Milev bolgár festőművész († 1927)
- 1903 – Nyikolaj Viktorovics Podgornij ukrán szárm. politikus, 1965–1977 között a Szovjetunió Legfelső Tanácsa Elnökségének elnöke († 1983)
- 1906 – Hollósi Frigyes magyar evezős, úszó, edző, sportvezető († 1979)
- 1914 – Szőts Endre magyar geológus, paleontológus († 1984)
- 1919 – Jack Palance (született: Volodimir Palahnyiuk) ukrán származású amerikai színész († 2006)
- 1923 – Aczél György magyar szemész, katonaorvos, egészségügyi miniszterhelyettes († 1984)
- 1923 – Rátonyi Róbert kétszeres Jászai Mari-díjas magyar színész, konferanszié, színházi rendező, író, publicista, érdemes és kiváló művész († 1992)
- 1925 – George Kennedy Oscar-díjas amerikai színész († 2016)
- 1931 – Toni Morrison irodalmi Nobel-díjas író, amerikai szerkesztő és egyetemi tanár († 2019)
- 1932 – Miloš Forman Oscar-díjas cseh-amerikai filmrendező, színész és forgatókönyvíró († 2018)
- 1932 – Pongrátz Gergely a Corvin-közi felkelő csoport parancsnoka az 1956-os forradalomban († 2005)
- 1932 – Zolnay Zsuzsa Jászai Mari-díjas magyar színésznő, a Nemzeti Színház örökös tagja († 2011)
- 1933 – Vadász György Kossuth-díjas magyar építész, szobrász, a nemzet művésze († 2024)
- 1933 – Yoko Ono japán képzőművész, zenész, békeaktivista John Lennon Beatles-tag felesége
- 1936 – Korondi György Liszt Ferenc-díjas magyar operaénekes, érdemes művész († 2015)
- 1938 – Szabó István Oscar-díjas magyar filmrendező
- 1946 – Németh Angéla olimpiai bajnok atléta († 2014)
- 1947 – Fritz Mihály magyar szobrász és éremművész
- 1950 – Cybill Shepherd amerikai színésznő
- 1950 – Holocsy István magyar színész († 1996)
- 1954 – John Travolta Golden Globe-díjas amerikai színész
- 1958 – Giovanni Lavaggi olasz autóversenyző
- 1960 – Greta Scacchi olasz–ausztrál színésznő
- 1965 – Dr. Dre Grammy-díjas amerikai hiphop producer, rapper, színész
- 1966 – Fogarassy András magyar színész, rendező, színigazgató
- 1966 – Nagy Zoltán Kossuth- és Liszt Ferenc-díjas magyar táncművész († 2008)
- 1968 – Molly Ringwald amerikai színész
- 1971 – Benkő Nóra magyar színésznő
- 1975 – Gary Neville angol labdarúgó
- 1976 – Sira István labdarúgó
- 1981 – Andrey Kirilenko orosz kosárlabdázó
- 1982 – Pars Krisztián magyar kalapácsvető
- 1988 – Hetényi Zoltán magyar jégkorongozó
- 1989 – Kreizler Károly labdarúgó, védő
- 1991 – Henry Surtees brit autóversenyző († 2009)
- 1993 – Kentavious Caldwell-Pope amerikai kosárlabdázó

## Halálozások
- 1294 – Kubiláj mongol nagykán és kínai császár (* 1215)
- 1546 – Luther Márton német ágoston-rendi szerzetes, teológus, a reformáció elindítója (* 1483)
- 1564 – Michelangelo Buonarroti itáliai szobrász, festő (* 1475)
- 1703 – Zrínyi Ilona Thököly Imre felesége, II. Rákóczi Ferenc fejedelem édesanyja, Munkács várának védője (* 1643)
- 1799 – Johann Hedwig erdélyi szász orvos és természettudós (* 1730)
- 1851 – Carl Gustav Jacob Jacobi porosz matematikus, akit korának egyik legkiemelkedőbb képességű tanárának és minden idők egyik legnagyobb matematikusának tartanak (* 1804)
- 1856 – Ivan Fjodorovics Paszkevics herceg, orosz tábornagy, Lengyelország helytartója, az 1848–49-es szabadságharc ellen fellépő cári hadsereg főparancsnoka (* 1782)
- 1890 – Andrássy Gyula osztrák-magyar külügyminiszter, magyar miniszterelnök (* 1823)
- 1895 – Habsburg–Tescheni Albert főherceg Teschen hercege, császári tábornagy, főhadparancsnok (* 1817)
- 1896 – Kápolnai Pauer István katonatiszt, hadtudós, hadtörténész, az MTA tagja (* 1833)
- 1915 – Dolinay Gyula magyar ifjúsági író, újságíró (* 1850)
- 1937 – Grigorij Konsztantyinovics Ordzsonikidze grúz születésű bolsevik forradalmár, szovjet politikus, az SZKP PB tagja (* 1886)
- 1948 – Renato Balestrero olasz autóversenyző (* 1898)
- 1957 – Henry Norris Russell amerikai csillagász (* 1877)
- 1960 – Pokorny Hermann osztrák-magyar katona a desifrírozás nagymestere (* 1882)
- 1967 – Robert Oppenheimer amerikai fizikus az „atombomba atyja”  (* 1904)
- 1979 – Sheila Darbyshire brit autóversenyző (* 1909)
- 1980 – Láng Géza agrármérnök, egyetemi tanár (* 1916)
- 1992 – Kéry László irodalomtörténész, színikritikus, műfordító, az MTA tagja (* 1920)
- 1994 – Oláh Andor természetgyógyász, orvos, szakíró (* 1923)
- 2000 – Házi Tibor háromszoros világbajnok asztaliteniszező (* 1912)
- 2002 – Kőrös Endre kémikus, az MTA tagja (* 1927)
- 2006 – Richard Bright amerikai színész (* 1937)
- 2008 – Alain Robbe-Grillet francia regény-, esszé- és filmíró (* 1922)
- 2008 – Mickey Renaud kanadai jégkorongozó (* 1988)
- 2011 – Dávid Kiss Ferenc magyar színművész (* 1937)
- 2016 – Cusima Júko japán írónő, esszéista, kritikus (* 1947)
- 2019 – Demjén Gyöngyvér Jászai Mari-díjas magyar színésznő (* 1940)
- 2021 – Brunner Győző magyar dobos, a Metro, Taurus és Korál együttesek tagja (* 1943)

## Ünnepek, emléknapok, világnapok
- Gambia nemzeti ünnepe
- Magyar Széppróza Napja[4] (Jókai Mór születésnapján)